# Artesia (New Mexico)
Artesia ist eine Kleinstadt in Eddy County im US-Bundesstaat New Mexico mit 12.875 Einwohnern (Volkszählung 2020) auf einer Höhe von 1030 Metern und mit einer Fläche von 20,7 km². Sie erhielt das Stadtrecht im Jahr 1905.
Sie wurde im Jahr 1903 nach der Entdeckung der Artesischen Brunnen in der Gegend benannt, was vor allem der lokalen Landwirtschaft einen bedeutenden Aufschwung brachte.
In dem Ort befindet sich eine Ausbildungsstätte des Federal Law Enforcement Training Centers.

## Wirtschaft
Des Weiteren befindet sich mit der Navajo Refinery eine von drei Erdölraffinerien New Mexicos in Artesia. Die Kapazität beträgt 100.000 Barrel pro Tag. Die beiden anderen Raffinerien haben jeweils lediglich eine Kapazität von 16.800 bzw. 26.000 Barrel. Damit ist die Raffinerie in Artesia von entscheidender Bedeutung für die Versorgung New Mexicos und der angrenzenden Counties mit Erdölprodukten.

## Demographie und Einwohnerentwicklung
Die absolute ethnische Mehrheit bildeten im Jahr 2010 Latinos mit 51,8 Prozent der Gesamtbevölkerung, verglichen mit 46,3 Prozent in ganz New Mexico.
| Jahr | Einwohner |
| ---- | --------- |
| 2000 | 10.764    |
| 2010 | 11.301    |
| 2016 | 12.242    |

## Söhne und Töchter der Stadt
- Steve Jones (* 1958), Golfspieler
- Michelle Roark (* 1974), Freestyle-Skisportlerin
- Alexa Havins (* 1980), Schauspielerin
- Landry Jones (* 1989), Footballspieler